# Natuba
Natuba est une ville brésilienne du sud-est de l'État de la Paraíba.
Sa population était estimée à 10 216 habitants en 2007. La municipalité s'étend sur 192 km2.